# Política de vistos da Coreia do Norte
Os visitantes da Coreia do Norte devem obter um visto de uma das missões diplomáticas norte-coreanas.

## Mapa da política de vistos

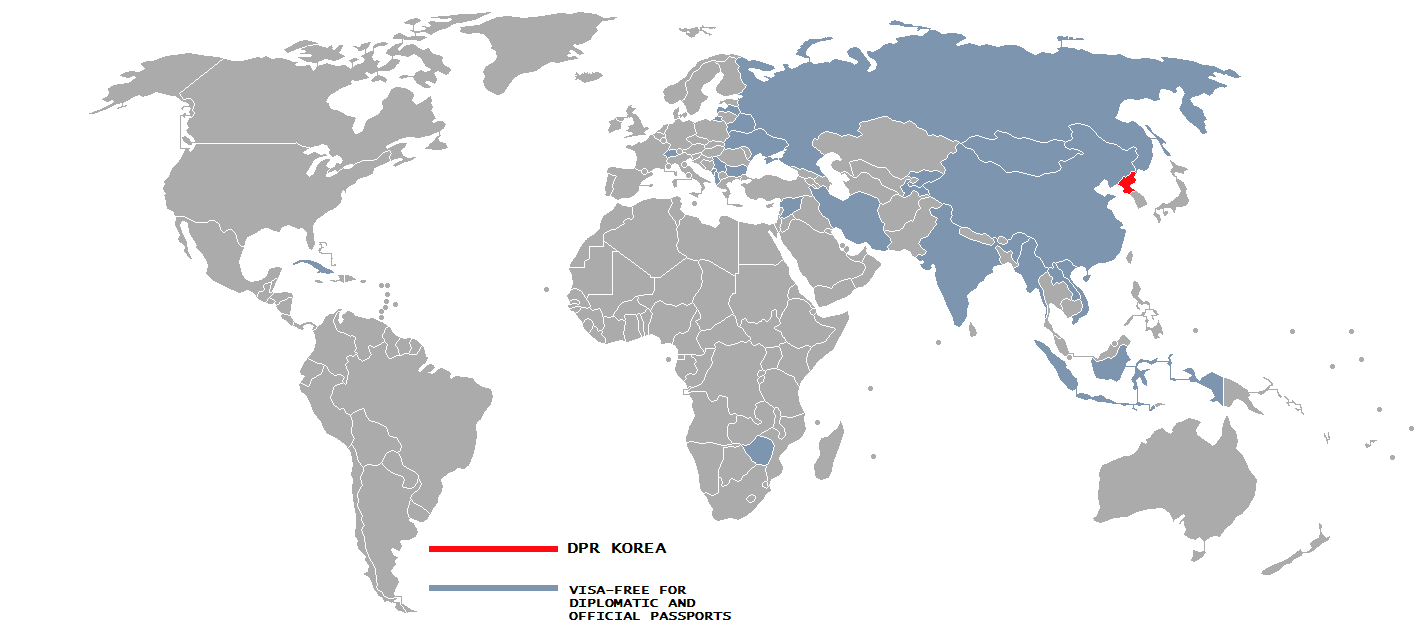
Política de vistos da República Popular Democrática da Coreia
Coreia do Norte
Visto livre para passaportes diplomáticos e oficiais

## Isenção de visto

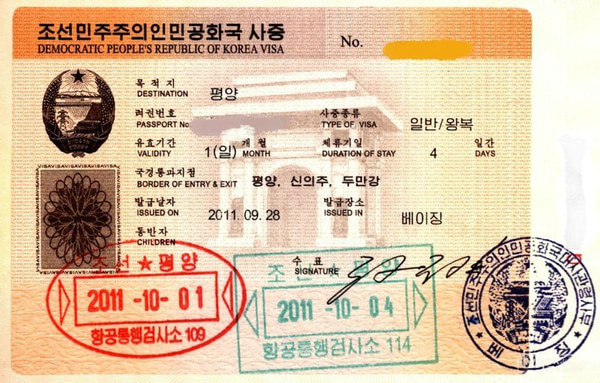
Visto norte-coreano

Desde abril de 2017, os titulares de passaportes normais de todos os países precisam de visto para visitar a Coreia do Norte. Todos os visitantes que viajam para o turismo precisam de uma autorização de uma agência de viagens norte-coreana.
Existe uma exceção para os turistas chineses que visitam apenas o condado de Tongnim, que podem ficar no país usando o documento de identidade chinês em vez de um visto e passaporte por até dois dias. A maioria dos cidadãos também podem visitar Sinuiju para uma viagem sem visto.
Os titulares de passaportes diplomáticos ou de serviço emitidos a nacionais dos seguintes países podem visitar a Coreia do Norte sem visto:
- Albânia
- Bielorrússia
- Bulgária
- China
- Cuba
- Indonésia
- Irão
- Quirguistão
- Laos
- Mongólia
- Montenegro
- Myanmar
- Rússia
- Sérvia
- Suíça
- Síria
- Tajiquistão
- Ucrânia
- Vietnã
- Zimbábue

Cidadãos dos seguintes países podem visitar a Coreia do Norte com um passaporte sem visto por até 30 dias:
- Malásia[3][4]

Os nacionais da Coreia do Sul que desejam visitar a Coreia do Norte devem enviar o certificado de verificação de visitação da Coreia do Sul/Norte e o cartão de embarque para o Oficial de Imigração no porto de imigração e passar pela inspeção de imigração.